# هوراسيو سيكويرا
هوراسيو سيكويرا (بالإسبانية: Horacio Sequeira) هو لاعب كرة قدم أوروغواياني في مركز الهجوم، ولد في 30 سبتمبر 1995 في سالتو في الأوروغواي. شارك مع منتخب الأوروغواي تحت 20 سنة لكرة القدم. أما مع النوادي، فقد لعب مع نادي دانوبيو.

## وصلات خارجية
- هوراسيو سيكويرا على موقع قاعدة بيانات كرة القدم.إي يو (الإنجليزية)
- هوراسيو سيكويرا على موقع Soccerway.com (الإنجليزية)
- هوراسيو سيكويرا على موقع AS.com (الإسبانية)